# ولیکو باکاشون
ولیکو باکاشون (انگلیسی: Veljko Bakašun; ۱۴ ژوئن ۱۹۲۰ – ۱۷ ژوئیهٔ ۲۰۰۷) بازیکن واترپلو اهل یوگسلاوی بود.